# Moisburg
Moisburg ist eine Gemeinde im Landkreis Harburg in Niedersachsen.

## Geografie
Moisburg liegt nordwestlich des Naturparks Lüneburger Heide an der Este. Die Gemeinde gehört der Samtgemeinde Hollenstedt an, die ihren Verwaltungssitz in der Gemeinde Hollenstedt hat.
|             | Buxtehude                                   | Elstorf |
|             | Kompassrose, die auf Nachbargemeinden zeigt | Appel   |
| Regesbostel | Hollenstedt                                 |         |

Zur Gemeinde Moisburg gehören die Orte Moisburg, Appelbeck und Podendorf sowie das Gehöft Ruhmannshof.

## Geschichte

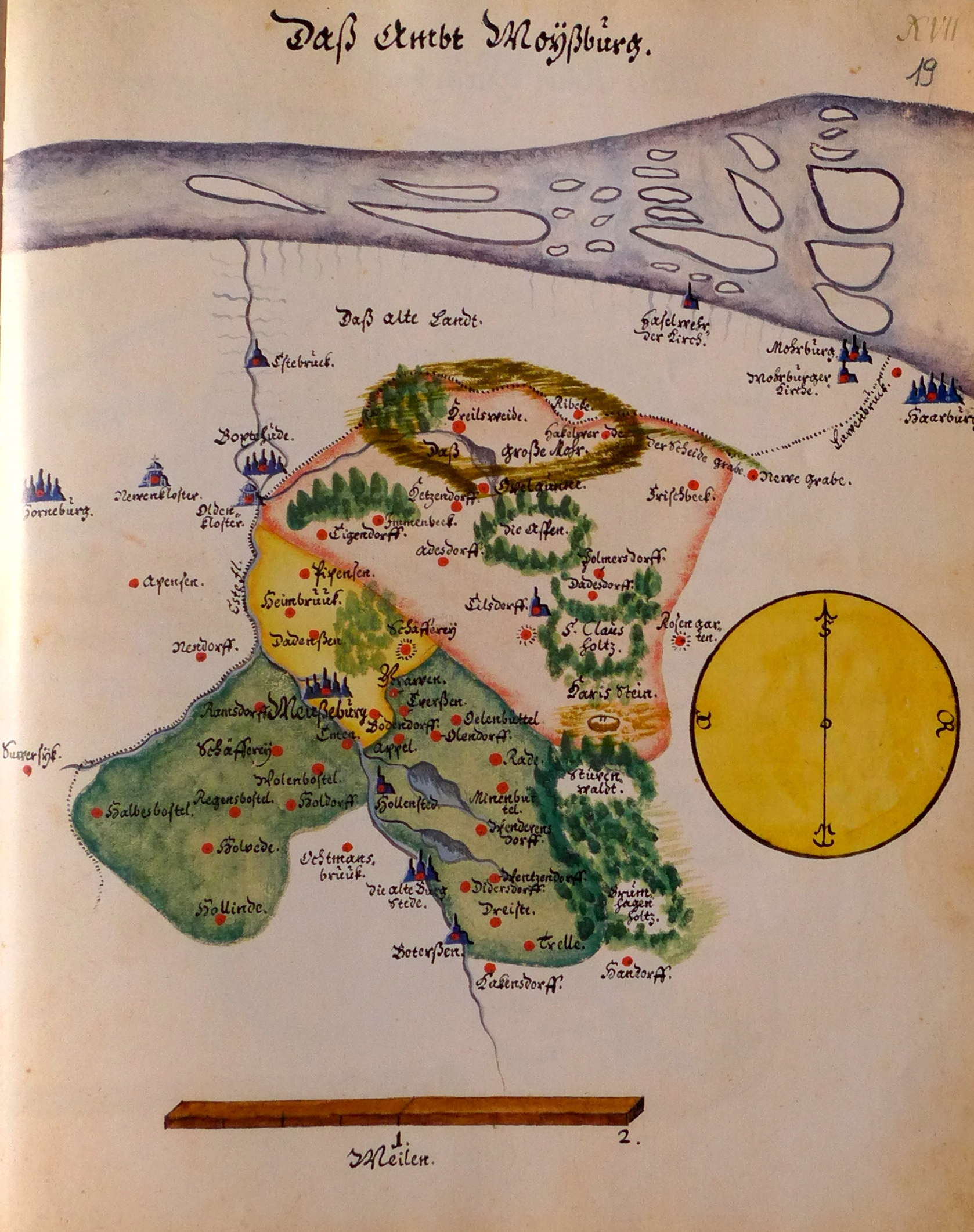
„Daß Ambt Meußeburg“ (1600)

1242 wurde die Gemeinde erstmals urkundlich erwähnt. Der Ortsname muss sich auf eine Burg beziehen, die aber in den Schriftquellen nicht genannt wird und bislang nicht lokalisiert ist. Erst für die Zeit zwischen 1310 und 1322 ist die Erbauung einer Burg in Moisburg durch das Herzogtum Braunschweig-Lüneburg gegen das Erzbistum Bremen erwähnt. Die um 1379 urkundlich bezeugte Wassermühle an der Este ist heute ein Mühlenmuseum.
Das Gebiet um Moisburg gehörte ursprünglich zur Grafschaft Stade, bis Herzog Otto 1236 erstmals mit dem Gebiet belehnt wurde.

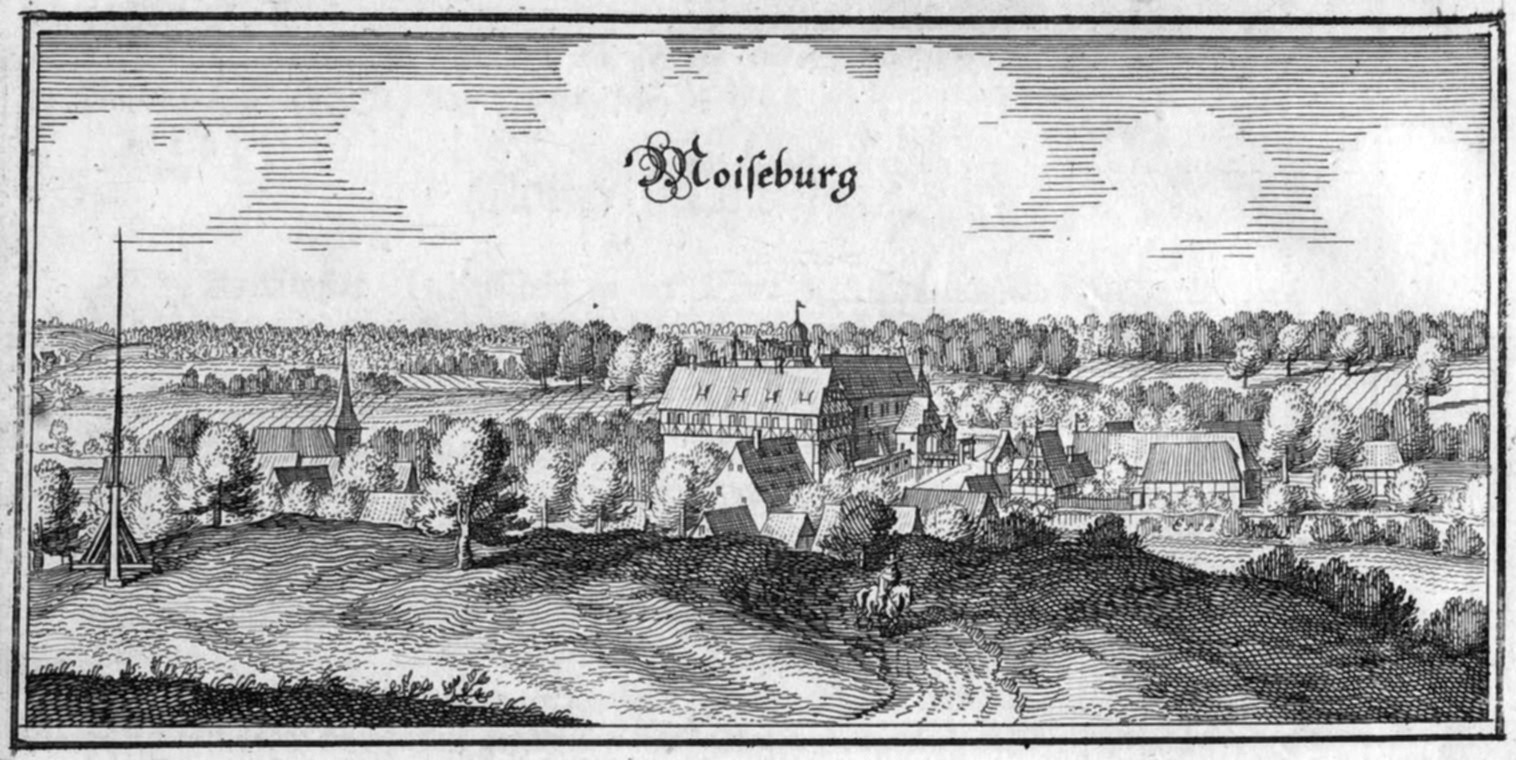
Moysburg (1654) von Matthäus Merian nach einer Zeichnung von Conrad Buno

Moisburg gehörte bis zu dessen Auflösung 1859 zum Amt Moisburg, bis 1885 zum Amt Tostedt, bis 1932 zum Kreis Harburg und seit dem zum Landkreis Harburg.

## Politik

### Gemeinderat
Der Gemeinderat aus Moisburg setzt sich aus 11 Ratsfrauen und Ratsherren zusammen.
- SPD 2 Sitze
- VWGM 9 Sitze

(Stand: Kommunalwahl am 12. September 2021)

### Bürgermeister
Der ehrenamtliche Bürgermeister ist Ronald Doll.

### Wappen
Blasonierung: Von Silber und Blau gespalten. Rechts ein roter Burgturm, links ein silberner Balken belegt mit drei roten Pfahl-Leisten.

## Kultur und Sehenswürdigkeiten
Museen

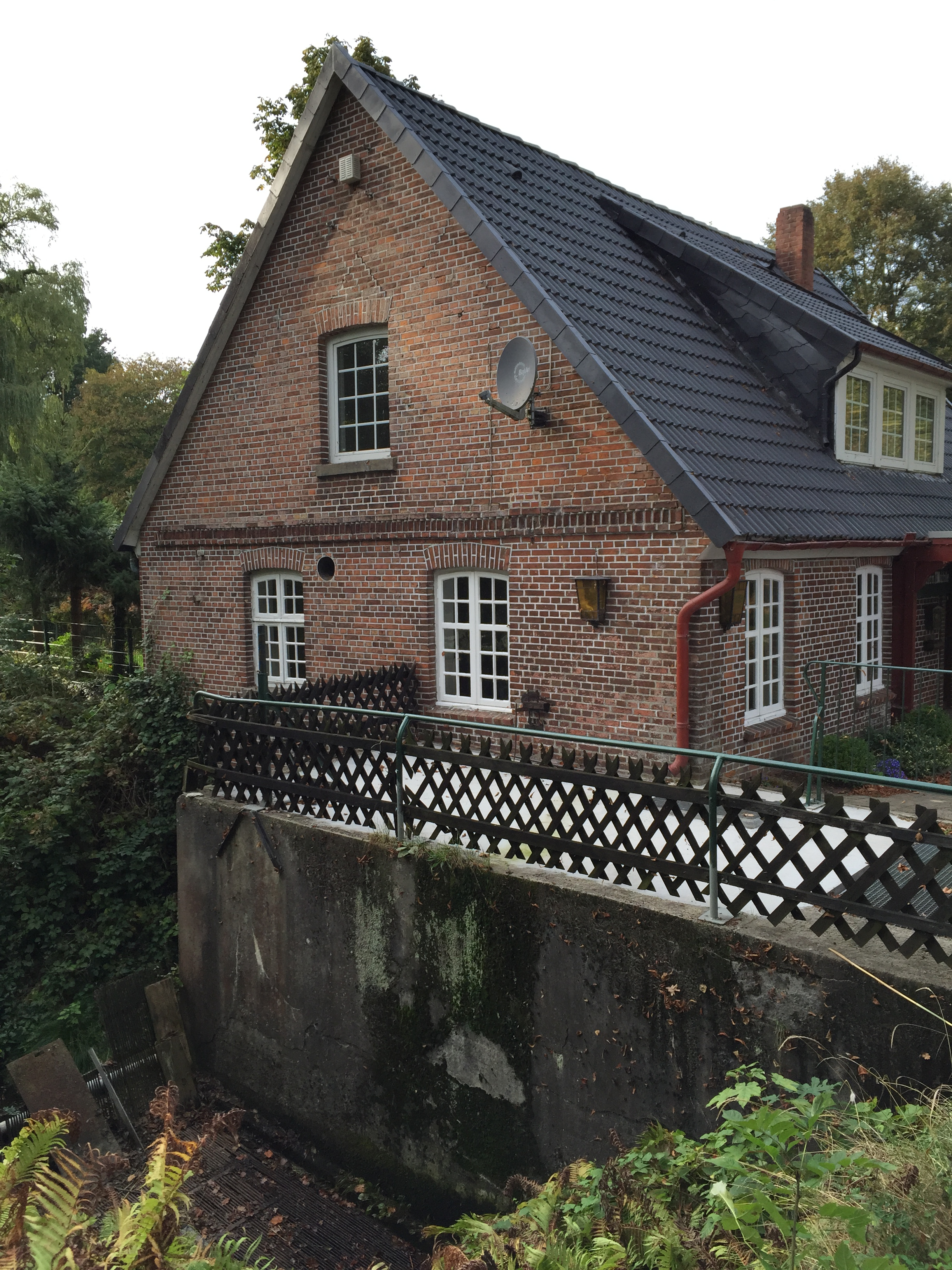
Wassermühle Appelbeck

- Moisburg liegt an der Niedersächsischen Mühlenstraße.[3] Das Mühlenmuseum Moisburg befindet sich im Gebäude der ehemaligen Amtsmühle und ist eine Außenstelle des Freilichtmuseums am Kiekeberg.

Musik
- Moisburger Bläserquartett
- Musikschule Hollenstedt & Umgebung e. V.
- Spielmannszug Moisburg

Bauwerke

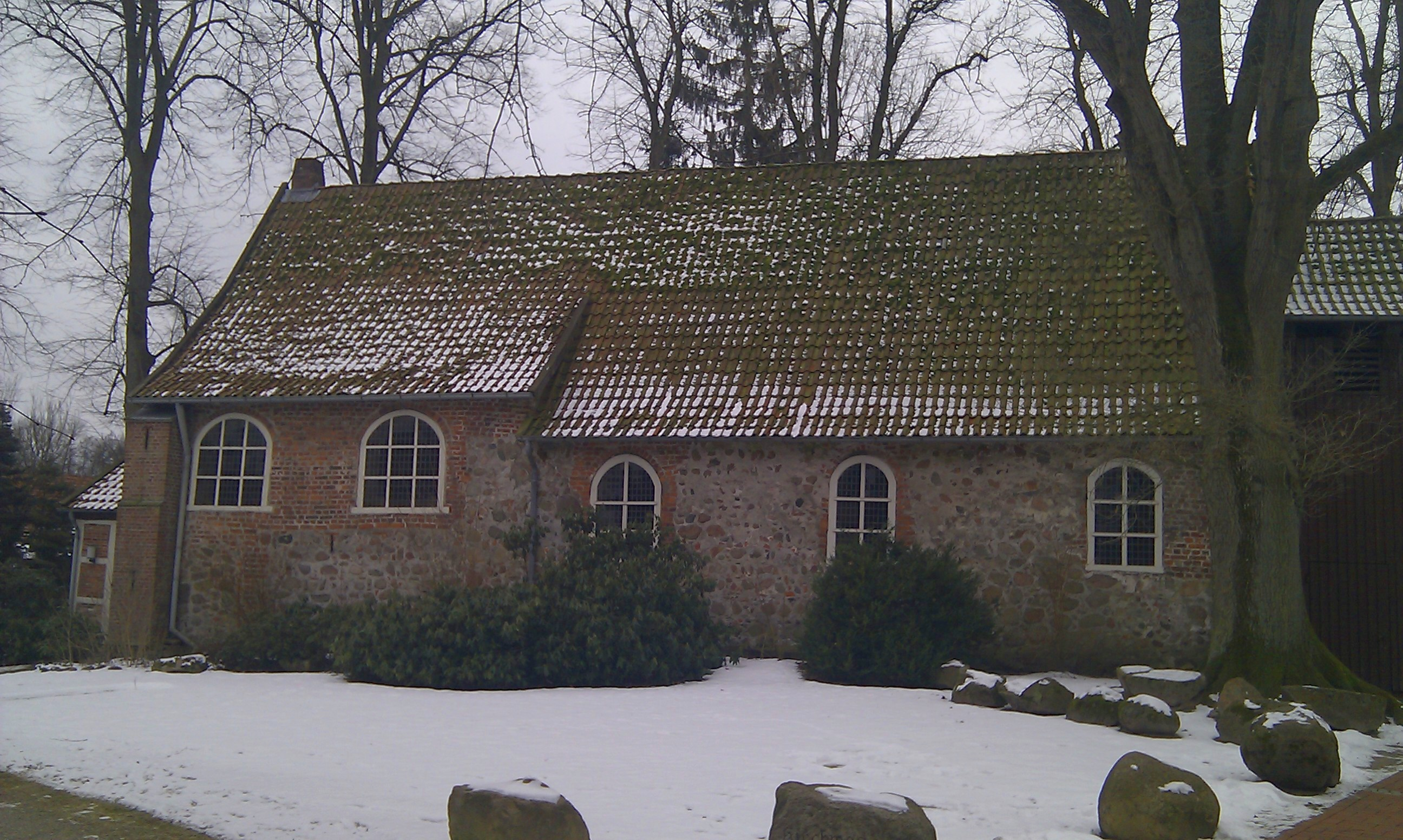
Amtskirche Moisburg

- Amtshaus am Ort der ehemaligen Burg Moisburg
- Amtskirche, erbaut um 1200, mit einem Altarkreuz aus dem 14. Jahrhundert und Kanzel, Altar und Taufständer von 1639[4][5]
- Wassermühle Appelbeck[6]

Regelmäßige Veranstaltungen
- Am 1. Mai eines jeden Jahres findet das traditionelle Maibaumaufstellen statt.
- Am zweiten Maiwochenende findet der alljährliche Töpfermarkt statt.
- Am dritten Juniwochenende findet jedes Jahr das Moisburger Schützenfest statt.
- Alle zwei Jahre findet ein Gemeindefest der Kirchengemeinde Moisburg statt.

## Vereine
- Förderverein der Freiwilligen Feuerwehr Moisburg e. V.
- Kultur Punkt Moisburg e. V.
- Moisburger Bläserquartett
- MTV Moisburg e. V. (Breitensportverein in der Gemeinde Moisburg)
- Musikschule Hollenstedt und Umgebung e. V.
- Oldtimer Trekkerfreunde Moisburg e. V.
- Schützenverein Moisburg und Umgebung von 1861 e. V.
- Spielmannszug Moisburg

## Wirtschaft und Infrastruktur
Verkehr
- Zur Autobahn 1, die im Süden der Gemeinde liegt, sind es ca. 5 km.
- Regelmäßige Busverbindungen zu den Bahnhöfen von Buxtehude und Neu Wulmstorf werden von der KVG mit den Linien 2038 und 4039 betrieben.

Medien
Zweimal wöchentlich wird das Neue Buxtehuder Wochenblatt an alle Haushalte ausgeteilt. Das Hollenstedter Tageblatt wird einmal wöchentlich zugestellt.
Bildung
- Grundschule Moisburg

## Persönlichkeiten
In Moisburg geboren
- Wilhelm Poeck (* 29. Dezember 1866; † 7. Juli 1933 in Blumenau (Brasilien)), niederdeutscher Schriftsteller
- Maximilian Beck (* 26. November 1995), Schauspieler

In Moisburg zuhause
- Gerhard Quade (* 23. September 1931; † 2015 in Moisburg), Maler und Grafiker[7][8]
- Saurer & Albers, Comic-Künstler-Duo Ulrike Albers und Johannes Saurer

Moisburger Ehrenbürger
- Willi Meyne (* 22. September 1888; † 1985), Kunsthistoriker und Heimatforscher